# Metzgeria subundulata
Metzgeria subundulata là một loài Rêu trong họ Metzgeriaceae. Loài này được (Austin ex Lindb.) Kuwah. mô tả khoa học đầu tiên năm 1983.